# Peter Scholz (Diplomat, 1952)
Peter Rudolf Scholz (* 3. Januar 1952 in Kempten (Allgäu)) ist ein ehemaliger deutscher Diplomat. Er war zuletzt von 2015 bis 2017 deutscher Botschafter in der Kirgisischen Republik.

## Leben
Nach dem Studium der Humanmedizin, Geographie und Orientalistik an den Universitäten in München, Mainz, Lübeck und Hamburg, das er mit der Promotion zum Dr. med. an der Universität in Mainz abschloss (1980), arbeitete er ein Jahr als Notarzt in Lübeck sowie als Landarzt in Wetzlar. Nach dem Eintritt in den Auswärtigen Dienst 1981 und einer zweijährigen Ausbildung an der Diplomaten-Akademie folgten Verwendungen im Auswärtigen Amt (Referat für Protokoll und Staatsbesuche), an der Botschaft in Argentinien, an der Botschaft in Ecuador sowie am Generalkonsulat in Rio de Janeiro.
Von 1987 bis 1990 war Peter Scholz Geschäftsträger und Ständiger Vertreter des Botschafters in Mosambik. Nach einer Tätigkeit als Personalreferent für den Höheren Dienst im Auswärtigen Amt absolvierte er 1993 einen Sicherheitspolitischen Lehrgang am NATO Defense College in Rom. Anschließend war Scholz bis 1997 Stellvertretender Leiter des Referats für Nukleare Nichtverbreitung und Nukleare Abrüstung im Auswärtigen Amt Bonn. Danach wurde er Leiter des Referats Politik und Ständiger Vertreter des Botschafters in Südafrika.
Von 2000 bis 2001 war er Leiter des Referates für Westafrika, Sahel und Horn von Afrika im Auswärtigen Amt Berlin. Danach war er bis 2003 Leiter des Referats Südliches Afrika und Grundsatzfragen Afrika im Auswärtigen Amt Berlin. Zugleich war er G8-Afrika-Beauftragter. Von 2003 bis 2006 war Scholz Beauftragter für Lateinamerikapolitik im Auswärtigen Amt Berlin. Von 2006 bis 2008 war er Botschafter in Chile. 
Von Mitte 2008 bis Ende 2009 absolvierte er einen Finnisch-Sprachkurs. 
Anfang 2010 übernahm er die Position als Deutscher Botschafter in Finnland, die er schon 2011 an Thomas Götz abgab. 
Von Oktober 2011 bis Mai 2012 war er kurzzeitig Leiter der Abteilung 3 im Auswärtigen Amt, danach bis Herbst 2012 einige Monate Leiter der Außenpolitischen Abteilung im Bundespräsidialamt.
Von Sommer 2013 bis 2015 war er Botschafter in Kuba. Peter Scholz gelang es als Höhepunkt seiner zweijährigen Tätigkeit – aufgrund seiner guten Beziehungen zur deutschen Wirtschaft –, dass die völkerverbindende Ausstellung United Buddy Bears auf ihrer Welttournee nicht nur während seiner Amtszeit in Finnland, in Helsinki, Station machte, sondern als „Friedensbotschafter Deutschlands“ im Frühjahr 2015 auch in der kubanischen Hauptstadt Havanna zu Gast war.
Von 2015 bis zum Eintritt in den Ruhestand 2017 war Peter Scholz deutscher Botschafter in Bischkek/Kirgisistan.
Scholz spricht neben Englisch und Französisch auch Spanisch, Portugiesisch und Italienisch.